# Lembke & Koschick
Der Lembke & Koschick u. Co. Omnibus-Verkehrsbetrieb war ein Busunternehmen mit Sitz in Eicklingen, das 2002 zusammen mit der Celler Straßenbahn GmbH und Kraftverkehr Celle Stadt und Land GmbH zur CeBus GmbH & Co. KG vereinigt wurde.

## Geschichte
Die Kraftverkehr Celle Stadt und Land GmbH (KVC) wurde 1927 vom Landkreis Celle und der Stadt Celle gegründet. 1949 trat die OHE als neuer Gesellschafter hinzu, während die Stadt Celle als Gesellschafter ausgeschieden war. Der Verkehr wurde auf 20 Linien mit einer Länge von über 470 Kilometern betrieben. Es gab aber noch einen Sonderlinienverkehr, insbesondere für Behinderte. Das Streckennetz der KVC erstreckte sich auf den gesamten nördlichen Landkreis Celle. Eine Besonderheit im Fahrzeugpark stellten die Gelenkbusse dar mit einer Kapazität von weit über 100 Fahrgastplätzen. Mit 69 Omnibussen war die KVC das größte Omnibusunternehmen im Celler Raum. Den öffentlichen Personennahverkehr im südlichen oder südöstlichen Landkreis besorgte die Firma Lembke, Koschick & Co., wobei die Trennungslinie zwischen KVC und Lembke & Koschick die von Südosten nach Nordosten fließende Aller war.
Der Omnibusbetrieb Lembke & Koschick entstand am 19. Oktober 1946 aus einem Anfang der 1940er Jahre im Krieg gegründeten Zweigbetrieb der A. & H. Reimers Autobus KG in Nienhagen, bei dem Heinrich Lembke vorher Betriebsführer war. Er brachte sechs Omnibusse und zwei Busanhänger sowie Personal und verschiedene Linienkonzessionen mit; Koschick brachte zwei Lkw-Anhänger-Züge und einen Pkw in die damalige Kommanditgesellschaft ein. Für den Busverkehr, zu dem auch Werklinien gehörten, wurde 1947 ein Busbetriebshof in Klein Eicklingen gebaut. Der zunächst angebotene Güterfrachtverkehr wurde bereits 1948 eingestellt. Das in Celle erworbene Grundstück wurde 1953 bebaut. Als zusätzlichen Betriebszweig erfolgte der Aufbau eines Mietwagen- und Ausflugverkehrs. Daneben erfolgte der Ausbau des Buslinienverkehrs. Ab 1961 wurden auch Gelenkbusse eingesetzt, da Buszüge mit Busanhängern aus dem Verkehr genommen werden mussten. Um 1970 gab es 25 Wagen. 1975 erfolgte nach Aufgabe der Landkreis-eigenen Schülerbeförderung die Integration des Schülerverkehrs in den allgemeinen Linienverkehr. Anfang der 1980er Jahre waren 44 Fahrzeuge bei L & K, ab nun mehr Gelenkbusse als Solowagen. 1993 endete der spezielle Reiseverkehr, wofür zur Vermarktung des eigenen Programms zwischen 1981 und 1985 ein Reisebüro betrieben wurde. Nun gab es neben dem Linienverkehr nur noch Mietwagen- und Gelegenheitsverkehr. Anfang 1999 waren 35 Omnibusse im Bestand, neben Mercedes-Benz O 305 und O 305 G, O 405 und O 405 G, MAN SL 200, SG 240 H, EL 222, ÜL 313 auch verschiedene Baumuster von Kässbohrer Setra. Die meisten Fahrzeuge waren Gebrauchtbusse anderer Verkehrsunternehmen in Flensburg, Delmenhorst, Hildesheim, Hamm, Dortmund und Ulm.
Der Firmensitz von Lembke, Koschick & Co. befand sich an der Braunschweiger Straße 54 in Klein Eicklingen. Hauptstützpunkt war in Celle.
Gemeinsam mit Jörg-Peter Oberg in Winsen (Aller) beschaffte die Firma ab den 1960er Jahren Gelenkbusse mit der Türanordnung VM-H (vorn, Mitte, hinten). Begonnen mit Mercedes-Benz O 317 mit Ludewig-Aufbauten endete diese Tradition 1984 mit zwei Kässbohrer Setra SG 180 S. Das damals unübliche Heckperron mit Tür wurde auch zum Transport und Verteilung von Zeitungen auf dem Linienweg benutzt.
Der Fuhrpark von Lembke & Koschick zeichnete sich durch eine dunkle orangerote Farbgebung aus, die vom Vorgängerbetrieb Reimers übernommen wurde. Der Betrieb erfüllte auch im Großraum Hannover Leistungen, und zwar insbesondere die wenigen Fahrten der Linie 927 (Ehlershausen–Wathlingen).

## Lembke-Koschick-Wanderpokal
Ab 1950 wurde von den Fußball-Mannschaften aus Bröckel, Nienhagen und Wathlingen der Lembke-Koschick-Wanderpokal ausgespielt, wie verschiedene Gruppenaufnahmen aus den Folgejahren belegen.